# Margaret Bienert
Margaret Hedberg, känd under flicknamnet Margaret Bienert, född 21 juli 1934 i Tyska S:ta Gertruds församling i Stockholm, död 30 januari 2019, var en svensk sångerska.
År 1959 sjöng Margaret Bienert två låtar i filmen Åsa-Nisse jubilerar, "Ut på landet" och "Hula Rock", kompositör och textförfattare Sven Lykke, som dubbning för Yvonne Nygren.
År 1960 gav hon ut en av flera "svarskivor" till "Är du kär i mej ännu Klas-Göran?", som var skriven för Lill-Babs; svaret heter "Klas-Göran återfunnen" ('Det var jag som tog hand om Klas-Göran') (Polydor NH 10896). Här omvandlades originalets melodi från tretakts-vals till fyrtakts-quickstep, med ett vanligt rock-arrangemang utan särskilda effekter, förutom ljudet av Klas-Görans vedsågning vid början.
Hon är representerad med låten "Jag såg mamma kyssa tomten" på 2005 års tredubbla CD Jultoner från förr.
Margaret Bienert var 1954–1956 gift med journalisten Caj Andersson (1927−2018) och 1962 med Bo Eric Gustav Hedberg (1917–1984).